# Gentiana caliculata
Gentiana caliculata és una espècie de planta fanerògama que pertany a la família de les gencianàcies (Gentianaceae).

## Descripció
Gentiana caliculata és una planta herbàcia perenne amb diverses arrels suculentes, engrossides. Tiges ascendents a erectes, de 40 a 160 cm d'alçada, puberulentes. Les fulles són ovades a el·líptiques o obovades, de 3 a 9 cm de llarg i 1 a 4 cm d'amplada, l'àpex és agut, base arrodonida a truncada, marge sencer i revolut, amb 3 a 5 nervadures, puberulentes. Les fulles superiors són més estretes i amb menor nombre de nervadures.
Les flors estan agrupades en cims terminals i axil·lars a la porció distal de la tija, peduncles d'1 a 2 cm de llarg que sostenen les flors individuals, o amb més freqüència conjunts de dues flors. Les bràctees són linears, arquejades, de 2 a 4 cm de llarg i 2 a 6 mm d'amplada, presents a la base dels cims, cada flor (o parell de flors) proveïda de bràctees similars d'1 a 2 cm de llargada i 1 a 2 mm d'amplada. El calze és puberulent amb un tub de 6 a 18 mm de llarg i lòbuls linears, fortament arquejats, de 6 a 20 mm de llarg i 1 a 1,5 mm d'amplada. La corol·la és vermella, el tub és gairebé cilíndric, de 2,5 a 4 cm de llarg, els lòbuls són ovats i orbiculars, apiculats, reflexos, 8 a 16 mm de llarg i 6 a 14 mm d'amplada. El marge és lleugerament erós, apèndixs interlobulars bicuspidats, menys d'1 mm de llarg. Els estams són exerts, amb filaments lliures inserits a la porció mitjana del tub de la corol·la, les anteres fan de 2,5 a 4 mm de llarg. L'ovari de 2 a 4 cm de llarg, que es perllonga a l'estil, l'estigma està bifurcat, exert.
La càpsula de la llavor és el·líptica, de 4 a 7 cm de llarg i el ginòfor és curt. Les llavors són oblongues, de 2 mm de llarg i 0,5 mm d'amplada i són alades.

## Distribució i hàbitat
Gentiana caliculata és un endemisme mexicà que es troba a l'oest i centre de Mèxic.
En el seu hàbitat és una planta escassa, per la qual cosa s'ha de considerar com a espècie en risc d'extinció. Creix a pinedes i alzinars entre els 2000 i 2200 m d'altitud. Floreix entre els mesos de març i juny.

## Taxonomia
Gentiana caliculata va ser descrita per Juan José Martinez de Lexarza i publicat a Novorum Vegetabilium Descriptiones 1: 18, a l'any 1824.
Etimologia
Gentiana: Segons Plini el Vell i Dioscòrides Pedaci, el seu nom deriva del de Genci, rei de Il·líria en el segle ii, a qui s'atribuïa el descobriment del valor curatiu de la Gentiana lutea.
caliculata: epítet llatí
Sinonímia
- Coilantha mocinoi D.Don
- Gentiana salpinx Griseb.[5]